# Bercu (okręg Satu Mare)
Bercu (węg. Szárazberek) – wieś w Rumunii, w okręgu Satu Mare, w gminie Lazuri. W 2011 roku liczyła 590 mieszkańców. 